# غاي كروغر
غاي كروغر (بالإنجليزية: Gaye Kruger)‏ هي ممثلة أمريكية، ولدت في 17 أبريل 1951 في لوس أنجلوس في الولايات المتحدة.

## وصلات خارجية
- الموقع الرسمي
- غاي كروغر على موقع IMDb (الإنجليزية)
- غاي كروغر على موقع أول موفي (الإنجليزية)
- غاي كروغر على موقع قاعدة بيانات الفيلم (الإنجليزية)
- غاي كروغر على موقع كينوبويسك (الروسية)
- غاي كروغر على موقع ANN person (الإنجليزية)